# Gouvernement Riedel
 (janvier 2023).
Le contenu est difficilement compréhensible vu les erreurs de traduction, qui sont peut-être dues à l'utilisation d'un logiciel de traduction automatique.
Mato Grosso do Sul
Azambuja 
Le gouvernement Eduardo Riedel (portugais : Governo Eduardo Riedel) est une période politique dans le Mato Grosso do Sul qui a commencé le 1er janvier 2023, avec l'investiture d'Eduardo Riedel en tant que 12e gouverneur du Mato Grosso do Sul,.
Son investiture a eu lieu le 1er janvier 2023 à l'Assemblée législative du Mato Grosso do Sul (aussi appelé Palais Guaicurus), le même jour que l'investiture de Luiz Inácio Lula da Silva à la présidence du Brésil.

## Secrétaires du gouvernement
- Tourisme, Sport, Culture et Citoyenneté : Marcelo Miranda[4],[5]
- Droits de l'homme et assistance sociale : Elisa Cleia Nobre (par intérim)[6],[4]
- Éducation : Helio Queiroz Daher[4]
- Bureau des partenariats stratégiques : Eliane Detoni[4]
- Réalisateurs : Ana Carolina Nardes  [4]
- Chef de cabinet : Eduardo Rocha[4]
- Contrôleur général de l'État : Carlos Eduardo Girão[4]
- Ferme : Flávio Cesar Mendes de Oliveira[4]
- Gouvernement et gestion stratégique : Pedro Arlei Caravina[4]
- Infrastructure et logistique : Hélio Peluffo Filho (PSDB)[4]
- Justice et Sécurité publique : Antonio Carlos Videira[4]
- Environnement, Développement, Science, Technologie et Innovation : Jaime Verruck[4]
- Procureur général de l'État : Ana Carolina Ali Garcia[4]
- Santé : Maurício Simões Corrêa[4]

## Voir également

### Article lié
- Eduardo Riedel
- Mônica Riedel
- Politique du Brésil
- Mato Grosso do Sul

### Sites officiels
- Portail du gouvernement du Mato Grosso do Sul